# Achterhoeks Planetarium

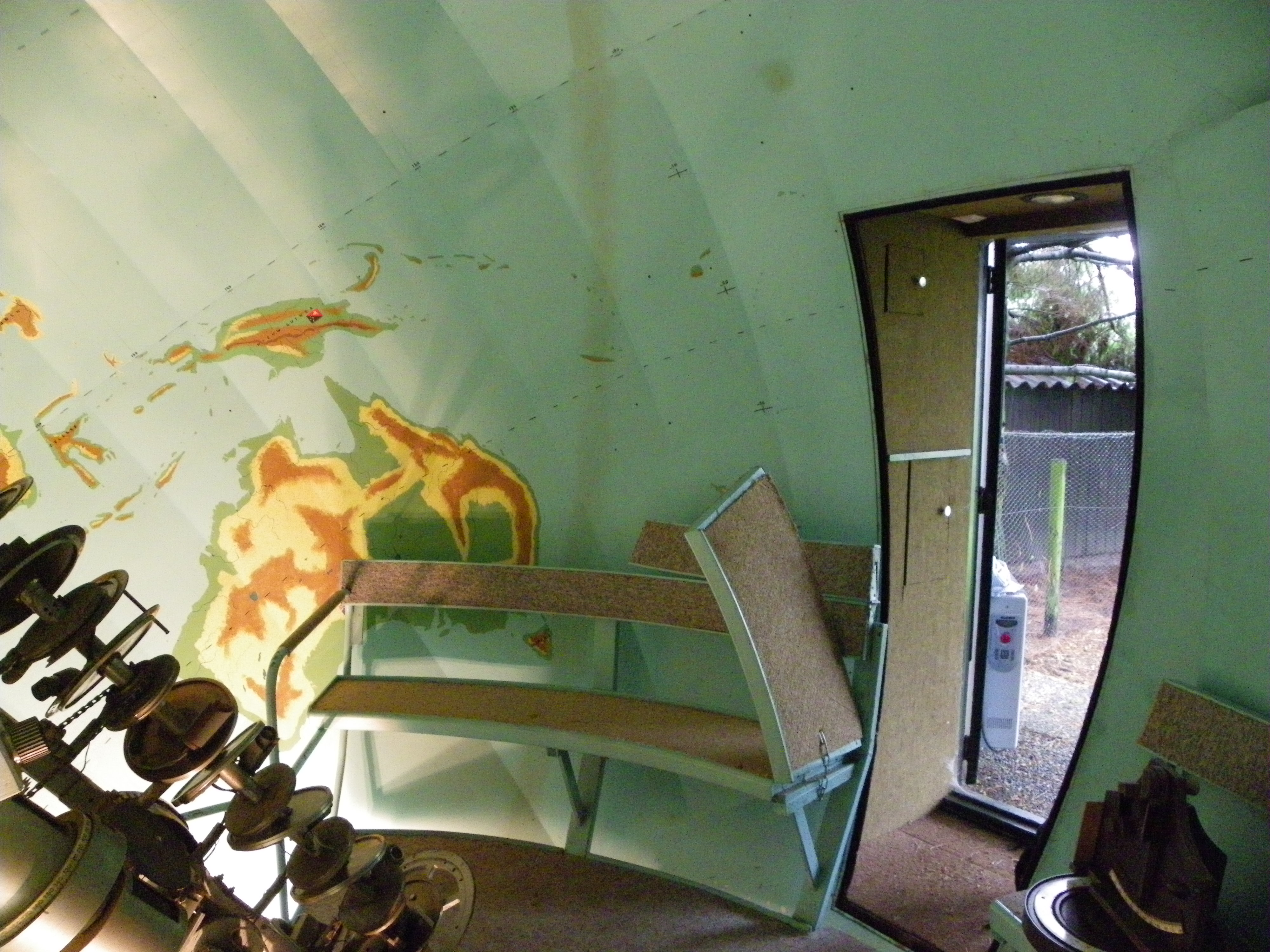
Ingang bol

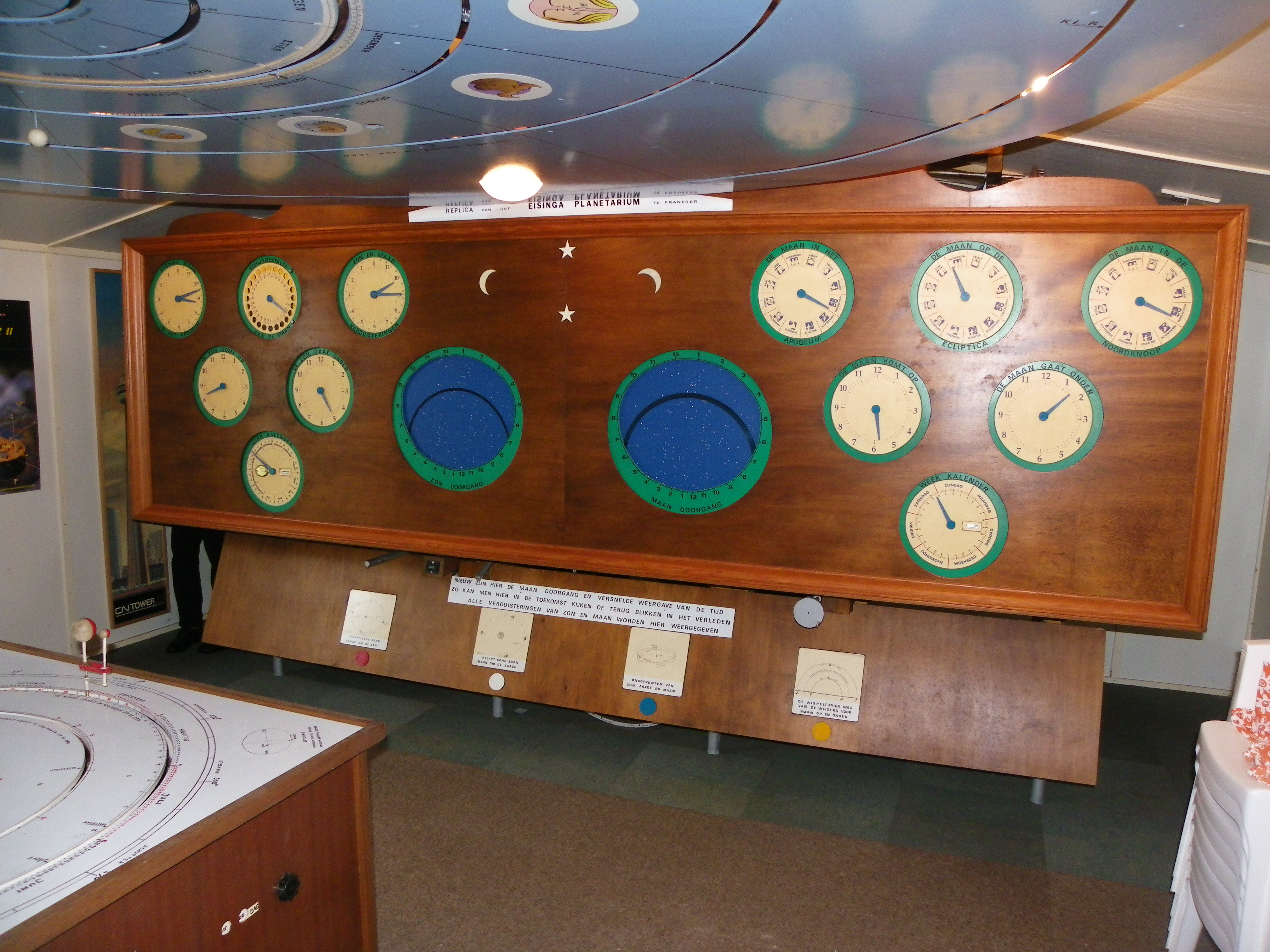
Zon- en maanstanden

Het Achterhoeks Planetarium is een planetarium in de Nederlandse plaats Toldijk en is vanaf 1972, als hobby, gebouwd door Henk Olthof, aannemer, timmerman en metselaar.

## Beschrijving
Het planetarium bestaat uit verschillende onderdelen:
- Een aardglobe met een diameter van 5 meter waarbinnen de gehele Aarde en 2844 sterren van het noordelijk en zuidelijk halfrond te zien zijn. De bol kan draaien en laat in dan in 2 minuten zien hoe de sterrenhemel in werkelijkheid in 24 uur schijnbaar rond de Poolster draait. In het planetarium (eigenlijk stellarium) zijn de zichtbare sterren van het noordelijk en zuidelijk halfrond tegelijkertijd te zien. De poolster bevindt zich op 52 graden boven de horizon van de bol zodat de sterrenhemel te zien is zoals deze in Toldijk, op circa 52 graden noorderbreedte, ook te zien is. Tijdens het draaien van de bol wordt het duidelijk wat de circumpolaire sterren zijn.
- Een tweede planetarium toont de zuidelijke sterrenhemel inclusief de projectie van de planeten die een eigen baan volgen tussen de sterren. Ook de retrograde beweging van Mars kan vertoond worden met een speciaal hiervoor gebouwde simulator. Getoond wordt het beeld van de sterrenhemel op de zuidpool. Met een projector worden de verschillende planeten met hun eigen baanbeweging tussen de sterren vertoond. Een Jupiter-simulator laat zien hoe de vier grootste manen van Jupiter rond de grootste planeet van het zonnestelsel draaien. Dit was ook wat Galileo Galilei als bewijs zag voor het heliocentrisch wereldbeeld.
- In het observatorium staat de zelfgebouwde 30cm Newton spiegeltelescoop met daarop gemonteerd twee 'rainpipe'-lenzenkijkers. De telescoop heeft een parallactische opstelling en is dus hiermee ook geschikt voor het maken van tijdopnamen.
- Een derde planetarium met een replica van het Planetarium Eise Eisinga te Franeker. Het tafelplanetarium toont de planeten Mercurius, Venus en Aarde. Het plafondplanetarium toont de planeten Mars tot en met Pluto (Pluto is officieel geen planeet meer). Voor de planeten Uranus, Neptunus en Pluto moest Olthof alle berekeningen van de tandwielen zelf maken aangezien Eise Eisinga deze planeten niet in zijn planetarium had opgenomen. (Uranus werd toen net ontdekt en Neptunus en Pluto pas veel later.) Op de wand, waarachter de tandwielen zich bevinden, heeft Olthof veertien klokken aangebracht waarop de baanbewegingen van Zon en Maan zijn te volgen. Hiermee kunnen alle zons- en maansverduisteringen worden getoond. Het grote plafondplanetarium loopt door middel van een zelfgebouwd slingeruurwerk op ware snelheid en kan met behulp van een elektromotor ook het planetenstelsel versneld laten draaien.
- In de tuin van het Planetarium staan replica's van vijf torens: de Eiffeltoren, het Atomium in Brussel, de Euromast, de CN Tower van Toronto en de Space Needle van Seattle. Verder staan er nog oude astronomische meetinstrumenten zoals een zonnewijzer, een sextant en een magnetometer opgesteld. Als het donker wordt gaan in alle toren de lampjes aan en ontstaat er een feeëriek geheel. Op de foto staat Henk Olthof bij het Atomium.
- Tot halverwege de 19e eeuw lag waar nu het planetarium zich bevindt het Landgoed het Holtslag met daarop een kasteel. Een maquette in het planetarium laat zien hoe dit landgoed eruitzag.

Alles is door Olthof zelf gebouwd, hij noemde het zelf een uit de hand gelopen hobby. De replica van het Eisinga Planetarium heeft Olthof gebouwd met informatie van Henk Nieuwenhuis, destijds conservator van het Eisinga Planetarium in Franeker.
Olthof is overleden op 26 juni 2010.

## Afbeeldingen

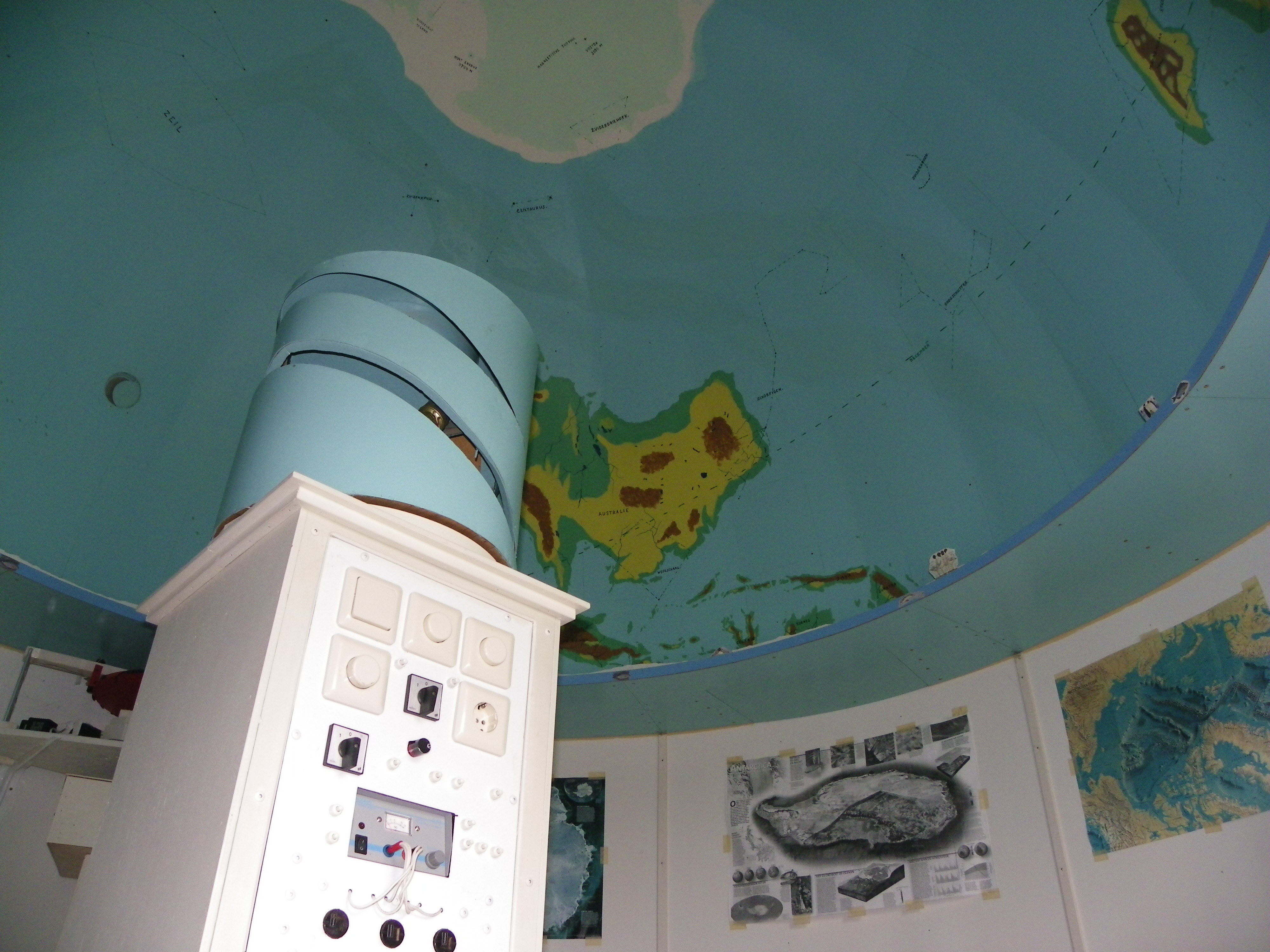
De zuidhemel
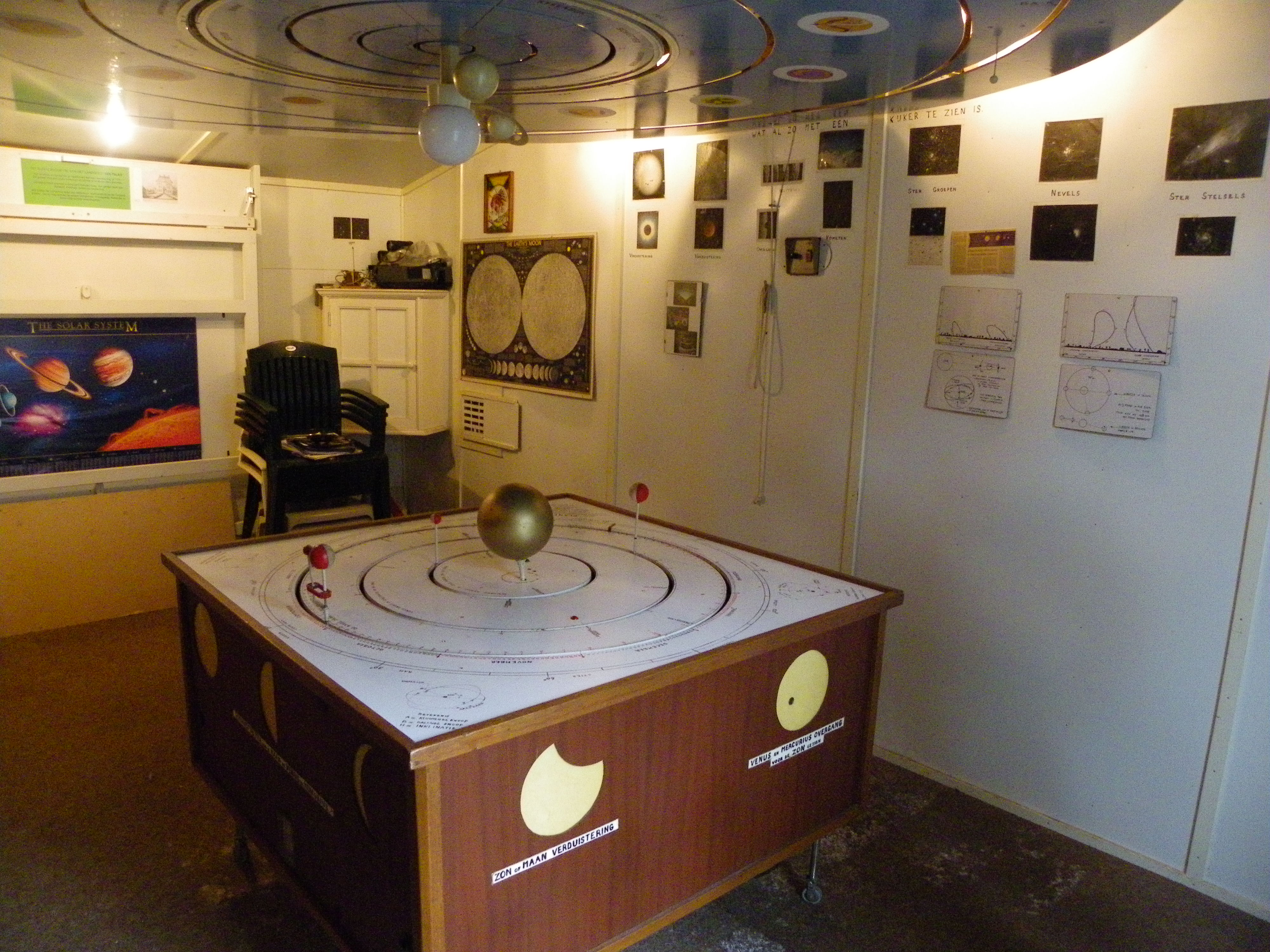
Tafelplanetarium
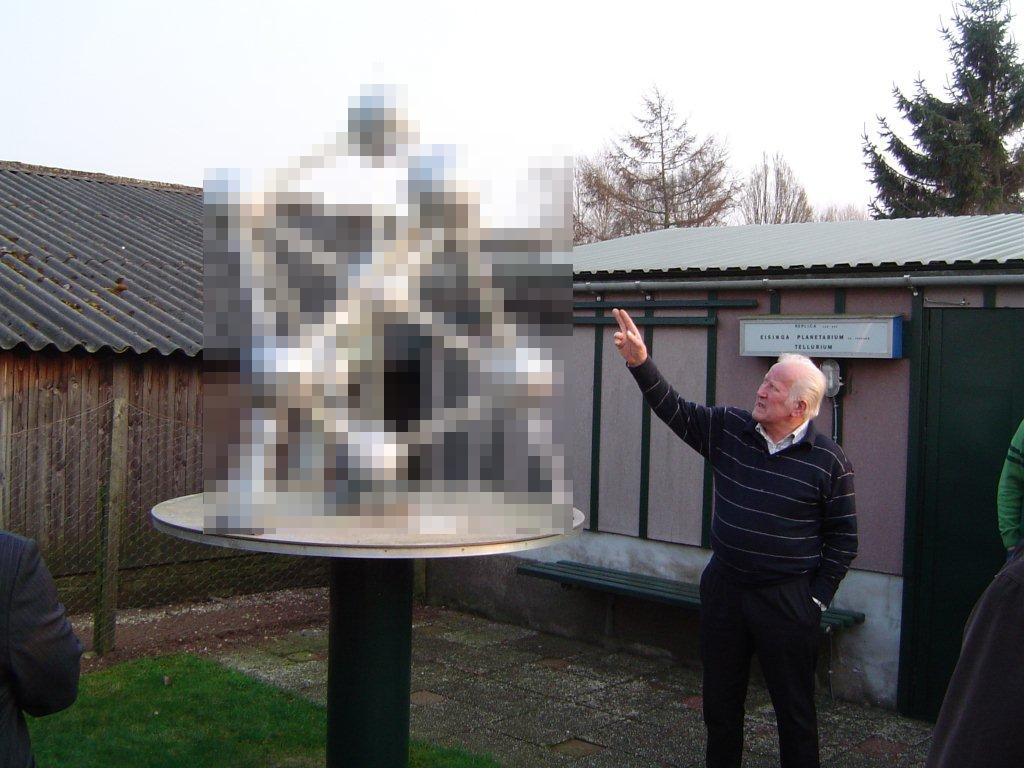
Olthof bij het Atomium